# De Lintworm

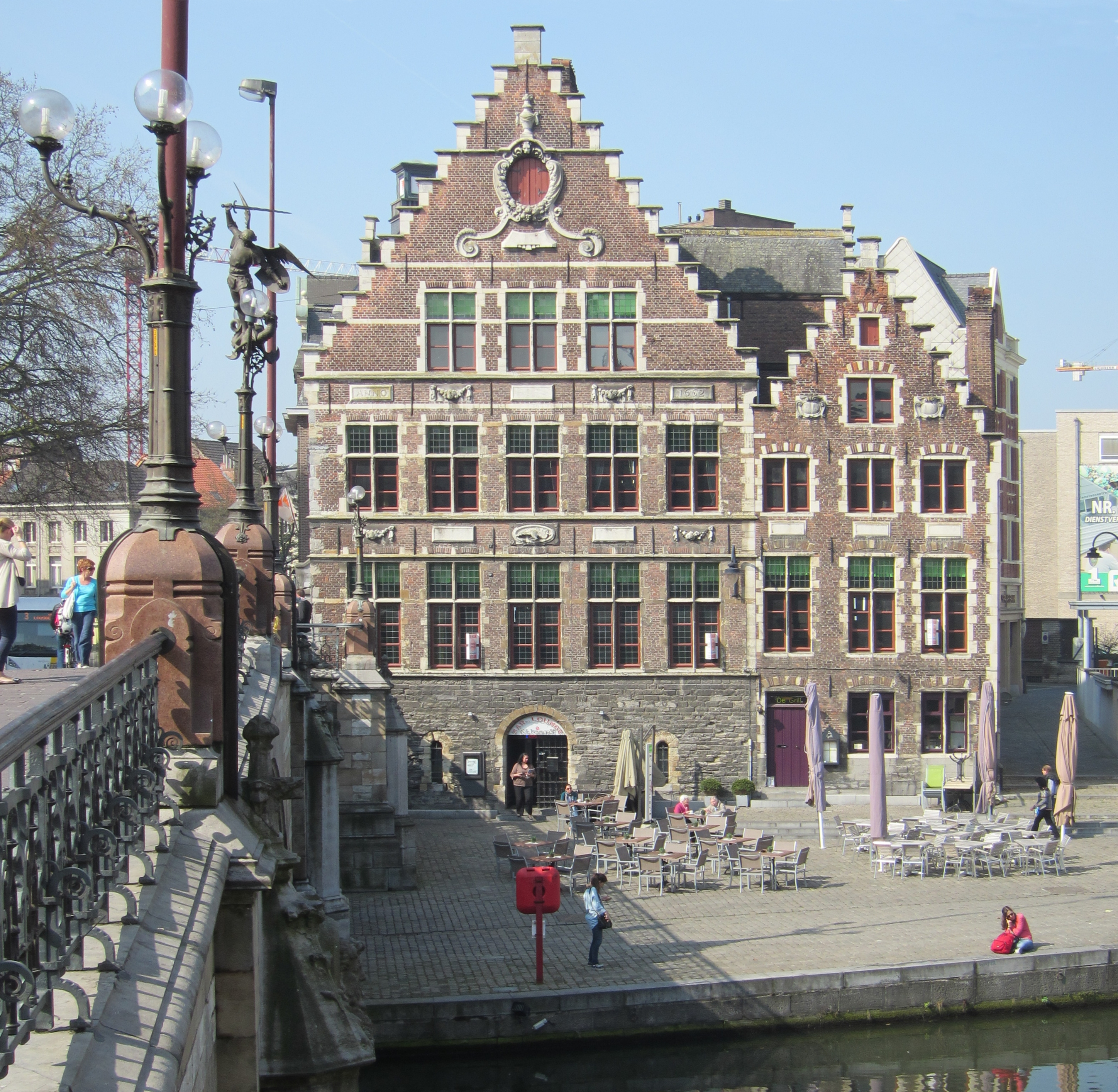
Zicht op de gevel aan de Korenlei vanaf de Sint-Michielsbrug

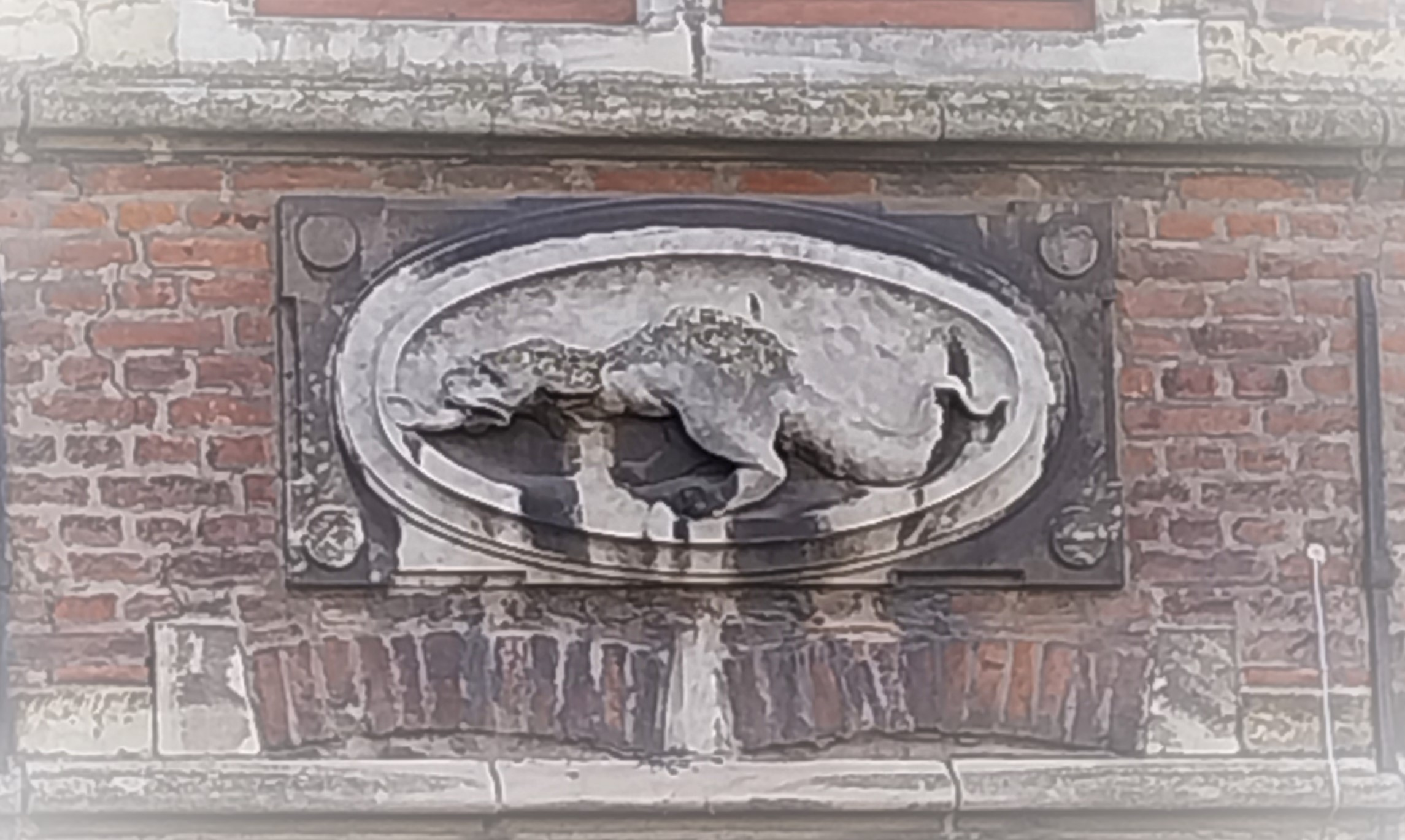
Het gebouw is vernoemd naar een slangachtige half-draak uit de Europese mythologie.

De Lintworm is een historisch gebouw in de Belgische stad Gent.

## Situering
Het gebouw is een beeldbepalend pand gelegen op de hoek van het Sint-Michielsplein en de Korenlei. Het gebouw biedt uitzicht op de drie torens: de Sint-Niklaaskerk, het Belfort en de Sint-Baafskathedraal.

## Bouwgeschiedenis
De Lintworm is deel van een romaans steen gebouwd rond het jaar 1200. De constructie van het pand gebeurde in Doornikse steen.
In 1504 kwam het gebouw van de heren van Gruuthuse in handen van Jacobus II van Luxemburg-Fiennes. Later, via Jacobus III van Luxemburg-Fiennes en Francisca van Luxemburg kwam het in handen van Lamoraal van Egmont, die er verbleef in 1556 en 1559.
Begin negentiende eeuw was het huis in particuliere handen en werd het verbouwd tot een witgepleisterd herenhuis met lijstgevel. In de aanloop van de Wereldtentoonstelling van 1913 werd een deel van het gebouw gesloopt om de Sint-Michielshelling te kunnen aanleggen. Hierbij werd de oude kern hertontdekt en terug naar zijn 17de-eeuwse uitzicht hersteld.
De hoofdtoegang ligt sindsdien op de Sint-Michielshelling. De belangrijkste gevel geeft uitzicht op de Korenlei. Deze vertoont door de ritmische raampartijen een sterke geleding. De gevelpunt bevat een plastisch uitgewerkte decoratieve omlijsting met guirlandes.

## Huidig gebruik
In 1943 werd het gebouw beschermd als monument. Op dat ogenblik was het in gebruik als pastorie van de Sint-Michielskerk. Later was er tot 2008, een restaurant "Graaf van Egmond" gevestigd. Het historisch pand wordt sinds 2012 uitgebaat als hostel onder de naam Uppelink.